# Джордж Капвелл (стадион)
Джордж Капвелл — многоцелевой стадион в Гуаякиле, Эквадор. В настоящее время он используется в основном для футбольных матчей и является домашним стадионом «Эмелека». Сразу после того, как «Эмелек» выиграл титул чемпионат Эквадора 2013 года, было объявлено, что стадион будет полностью реконструирован, чтобы увеличить вместимость до 40 000 болельщиков. Предполагается, что реконструкция начнется в июне 2014 года и закончится в декабре 2016 года.
В своем первом сезоне (Primera Etapa 2017) на расширенном стадионе «Эмелек» собирал в среднем 22 407 зрителей. Эта посещаемость стала самой высокой в лиге. На втором месте «Барселона» со средней посещаемостью 10 572 зрителя.

## Обзор
Уроженец Соединённых Штатов Америки Джордж Льюис Кепвелл отправился в Эквадор, чтобы контролировать свою электрическую компанию «Empresa Eléctrica del Ecuador». Контролируя компанию, Капвелл видел, что его работники интересовались футболом, поэтому он решил создать футбольную команду, носящую название компании, отсюда и название «Эмелек».
Коллеги основали футбольный клуб 28 апреля 1929 года. «Эмелек» был зарегистрирован в лиге серии С Эквадора в 1929 году. В 1940 году был построен стадион.

## Стадион и его начало
Стадион им. Джорджа Капвелла расположен к северу от улицы Генерала Гомеса, к югу от Сан-Мартина, к западу от проспекта Кито и к востоку от улицы Монтуфар. Он был назван именем Джорджа Капвелла в честь президента и основателя футбольного клуба, а также потому, что он также управлял строительством стадиона. Капвелл планировал строительство не футбольного, а бейсбольного стадиона. Но по причине роста популярности футбола за короткое время бейсбольное поле было превращено в футбольный стадион, которым он является по сей день.

### Строительство
Процесс строительства стадиона начался в сентябре 1940 года, когда совет Гуаякиля утвердил предоставление в аренду 4 квадратных уличных блоков для строительства нового стадиона «Эмелека». 8 сентября 1942 года муниципалитет передал в дар квадратные блоки вместо того, чтобы сдать их в аренду. 15 октября 1942 года правительство Эквадора утвердило список городских кварталов для строительства стадиона.
24 июня 1943 года был заложен первый камень. Строительство было завершено, и 21 октября 1945 года на стадионе им. Джорджа Капвелла состоялась бейсбольная игра между «Эмелеком» и «Ориенте», на которой присутствовало 11 000 болельщиков. 2 декабря 1945 года состоялся матч-открытие по футболу между «Эмелеком» и командой «Манта-Баия»; «Эмелек» выиграл со счётом 5:4.